# 2001-es Australian Open
A 2001-es Australian Open az év első Grand Slam-tornája, az Australian Open 89. kiadása volt. Január 15. és január 28. között rendezték meg Melbourne-ben. A férfiaknál Andre Agassi, nőknél Jennifer Capriati nyert.

## Döntők

### Férfi egyes
Andre Agassi –  Arnaud Clément, 6–4, 6–2, 6–2

### Női egyes
Jennifer Capriati –  Martina Hingis, 6–4, 6–3

### Férfi páros
Jonas Björkman /  Todd Woodbridge –  Byron Black /  David Prinosil, 6–1, 5–7, 6–4, 6–4

### Női páros
Serena Williams /  Venus Williams –  Lindsay Davenport /  Corina Morariu, 6–2, 4–6, 6–4

### Vegyes páros
Ellis Ferreira /  Corina Morariu –  Joshua Eagle /  Barbara Schett, 6–1, 6–3

## Juniorok

### Fiú egyéni
Janko Tipsarević –  Wang Yeu-tzuoo 3–6, 7–5, 6–0

### Lány egyéni
Jelena Janković –  Sofia Arvidsson 6–2, 6–1

### Fiú páros
Ytai Abougzir /  Luciano Vitullo –  Frank Dancevic /  Giovanni Lapentti 6–4, 7–6(5)

### Lány páros
Petra Cetkovská /  Barbora Strýcová –  Anna Bastrikova /  Szvetlana Kuznyecova 7–6(3), 1–6, 6–4